# Tim Koch
Tim Koch (Ölbronn-Dürrn, 1º febbraio 1989) è un cestista tedesco.